# NGC 7620
NGC 7620 (другие обозначения — PGC 71106, UGC 12520, MK 321, ZWG 476.8, KUG 2317+239, IRAS23176+2356) — спиральная галактика (Sc) в созвездии Пегас.
Этот объект входит в число перечисленных в оригинальной редакции «Нового общего каталога».